# Perilampus eximius
Perilampus eximius är en stekelart som beskrevs av Masi 1932. Perilampus eximius ingår i släktet Perilampus och familjen gropglanssteklar. Inga underarter finns listade i Catalogue of Life.